# Catalina Botero
Pour les articles homonymes, voir Botero.
Catalina Botero Marino, née le 7 septembre 1965 à Bogota, est une avocate colombienne qui a été rapporteure spéciale pour la liberté d'expression de la Commission interaméricaine des droits de l'homme (CIDH) de 2008 à 2014,. De 2016 à 2020, elle est doyenne de la Faculté de Droit de l'Université des Andes.

## Biographie

### Jeunesse et éducation
Botero est la fille d'un architecte/designer et d'une écologiste. Elle a fréquenté le lycée Juan Ramón Jiménez à Bogotá et est diplômée en droit en 1988 de l'Université des Andes,.
En tant qu'étudiante, elle a été l'une des dirigeantes du mouvement appelé Séptima Papeleta (Septième Scrutin), par lequel une Assemblée nationale constituante a été convoquée en Colombie en 1991.
Après avoir obtenu son diplôme en droit, Catalina a suivi des études de troisième cycle en gestion publique et en droit administratif dans la même université. Elle a poursuivi ses études de troisième cycle à Madrid, où elle a étudié les droits de l'homme à l'Institut universitaire des droits de l'homme de l'Université Complutense (1990-91). Elle a également étudié le droit constitutionnel et les sciences politiques au Centre d'études constitutionnelles (1992) et est diplômée en études avancées (DEA) à l'Université Charles-III de Madrid.

## Vie professionnelle
Botero est membre du panel de transparence externe de la Banque interaméricaine de développement. Elle est également commissaire de la Commission internationale de juristes et membre du conseil d'administration de l'Institut des droits de l'homme de l'Association internationale du barreau. Elle a été professeure invitée à l'Institut Max-Planck de droit public et international comparé. Elle est également professeure auxiliaire à l'American University Academy of Human Rights et chercheuse principale à l'Initiative mondiale pour la liberté d'expression de l'Université Columbia.
Elle a été rapporteure spéciale pour la liberté d'expression à la Commission interaméricaine des droits de l'homme de l'OEA et magistrate adjointe à la Cour constitutionnelle et à la Cour administrative suprême (Conseil d'État) en Colombie.
Elle est également arbitre pour la Chambre de commerce de Bogota.

### Rapporteuse spécial
La Commission interaméricaine des droits de l'homme (CIDH) l'a nommée Rapporteuse spéciale pour la liberté d'expression le 21 juillet 2007. Elle a pris ses fonctions en juillet 2008.
En août 2010, Botero et Frank La Rue, alors rapporteur spécial des Nations unies sur la liberté d'expression, ont fait des recommandations au gouvernement mexicain sur la manière d'aborder la liberté d'expression et l'accès à l'information publique. Ils ont affirmé que le Mexique était le pays le plus dangereux pour les journalistes des Amériques. Ils ont également critiqué le fait que l'impunité était répandue au Mexique, que la liberté d'expression était limitée par les lois fédérales et étatiques, qu'il y avait un manque de pluralité dans les médias et que l'accès du public à l'information était de plus en plus restreint,.

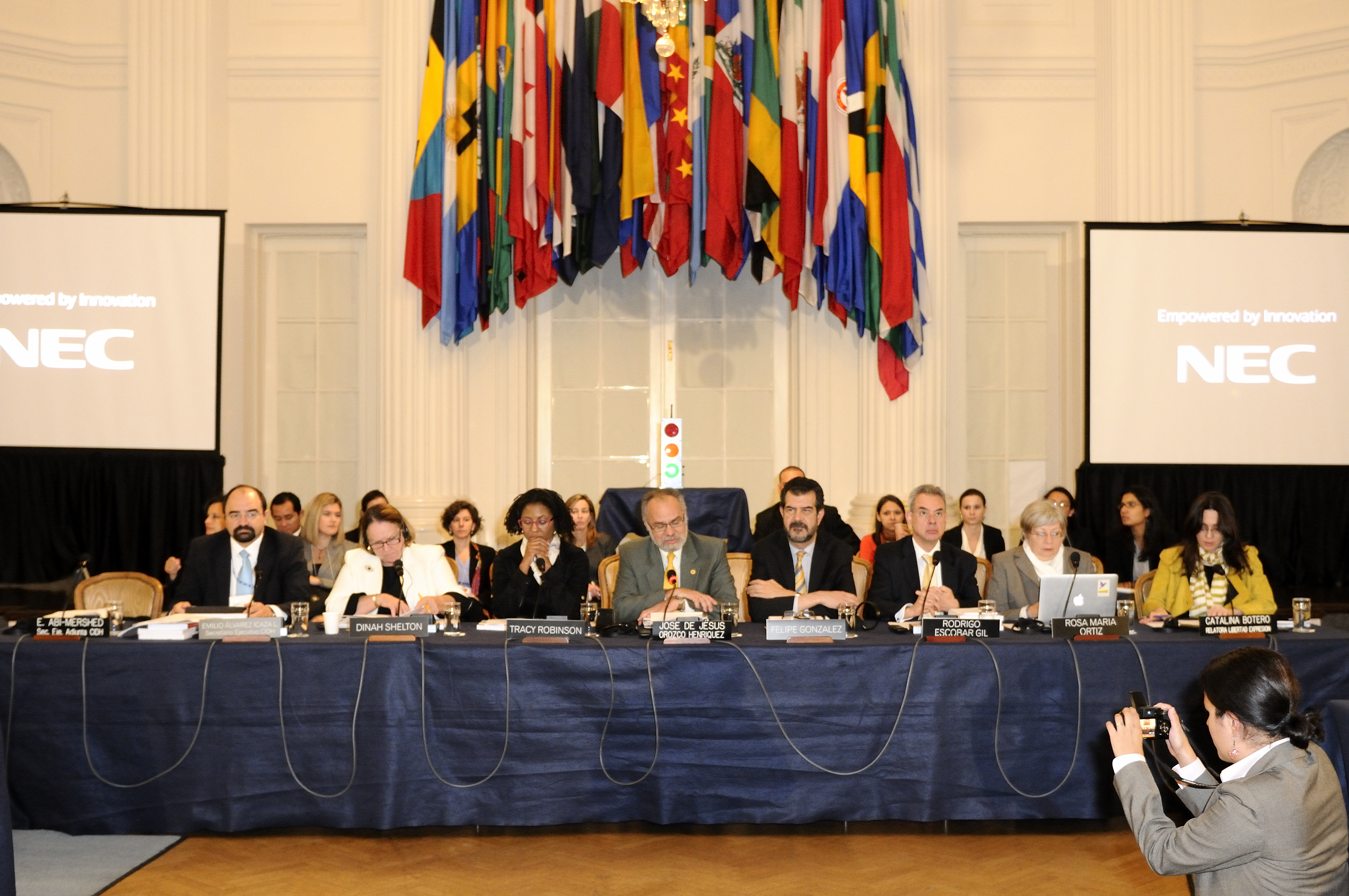
Catalina Botero a participé à une audience devant la société civile, sur le renforcement du système interaméricain des droits de l'homme à Washington D.C., dans l'année 2012.

En 2011, Botero a écrit un article intitulé Libertad de expresión en las Américas (Liberté d'expression dans les Amériques), dans lequel elle a noté que bien que les dictatures militaires latino-américaines aient cédé la place à des gouvernements démocratiques, une « culture du secret » a été maintenue, ainsi que des « lois sur la presse qui sont restrictifs ». Cet article soulignait que « la région est confrontée à une série de grands défis » et de tâches à accomplir, parmi lesquels : la protection des journalistes, la dépénalisation des actes d'expression, l'accès à l'information, la lutte contre la censure directe et indirecte, ainsi que la mise en œuvre du pluralisme et de la diversité dans le débat public.
En 2012, après avoir critiqué les attaques du président équatorien Rafael Correa contre les médias, Correa s'est jointe au président vénézuélien Hugo Chávez  pour rejeter les critiques de Botero à l'encontre de ces deux gouvernements, et tous deux ont présenté une proposition à l'OEA « pour revoir le fonctionnement du bureau de la liberté d'expression et limiter sa compétence ». 
Le 22 mars 2013, le journal péruvien El Comercio a rapporté que Catalina Botero s'était inquiétée des propositions du gouvernement équatorien visant à restreindre la commission et son financement. Contrairement à ce que dit le gouvernement, Botero a soutenu que la commission devrait avoir « un fonds permanent qui lui permettrait de remplir toutes ses responsabilités ». En cas d'impossibilité de disposer de ce fonds, elle a prévenu que le bureau du Rapporteur spécial devrait fermer.

### Autres activités professionnelles
En janvier 2008, Botero participe à un séminaire sur « Médias et gouvernement », organisé à Washington, DC par l'organisation Inter-American Dialogue; Botero est membre de cette organisation.En 2012, elle a été l'oratrice principale de l'événement à Mexico intitulé Change your world (Changez votre monde), promu par Yahoo!, au cours duquel des femmes de tout le continent américain se sont réunies pour discuter et échanger des expériences et des idées liées aux droits de l'homme et la technologie.

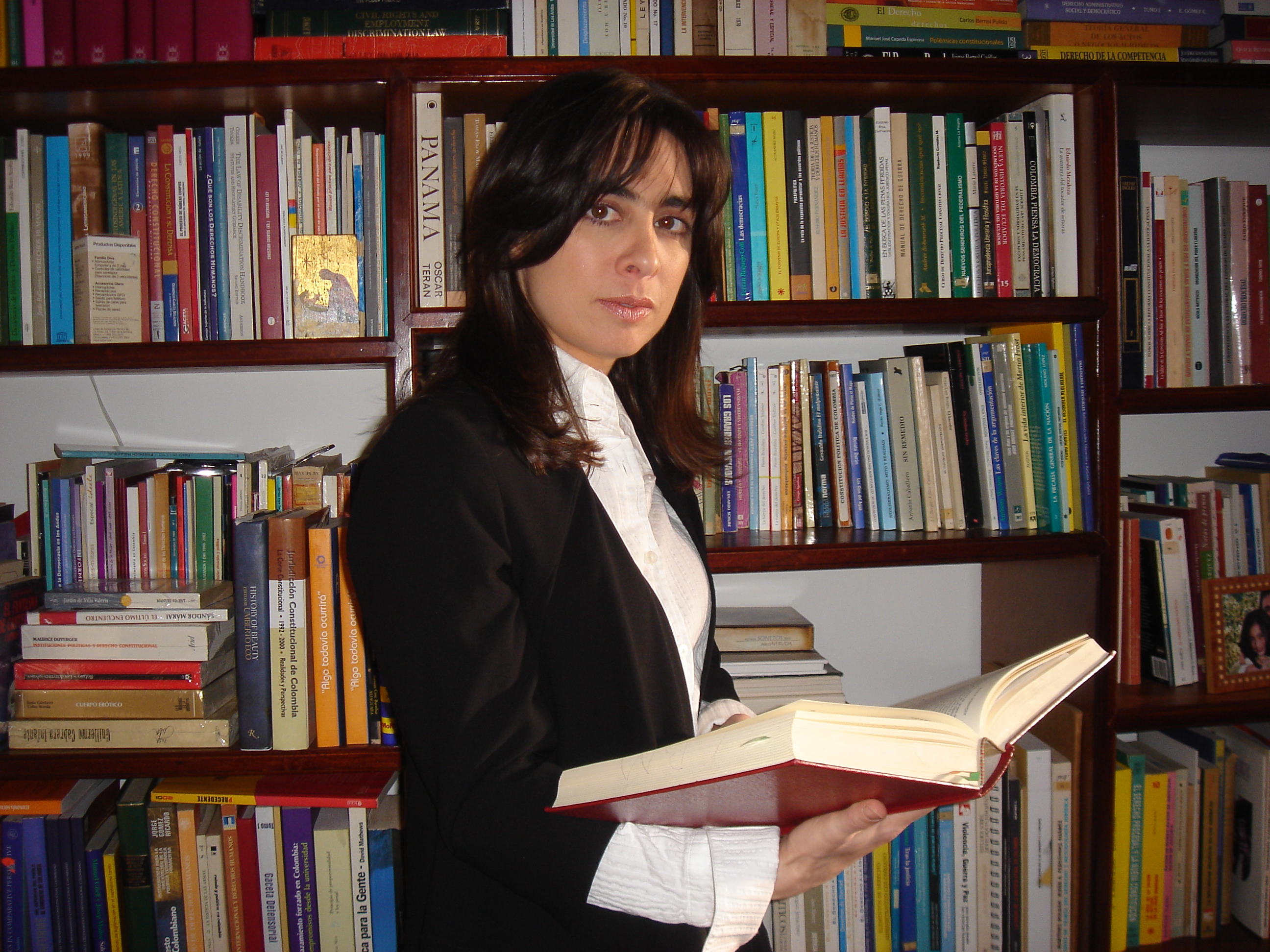
Catalina Botero en 2014

En 2016, Botero Marino, en collaboration avec un groupe d'avocats colombiens, le projet Global Freedom of Expression de l'Université Columbia, l'UNESCO, Dejusticia et la Fondation pour la liberté de la presse, a créé la base de données en ligne appelée Jurisprudencia de Libertad (Liberté Jurisprudence), qui permet d'accéder aux informations de la cour supérieure de 16 pays d'Amérique latine.
Le 6 mai 2020, Facebook (société nommée Meta à partir de 2021) la nomme membre de son conseil de surveillance (Oversight board),,. Catalina est directrice de la Chaire UNESCO sur la liberté d'expression à l'Université des Andes.